# Bouwtekening

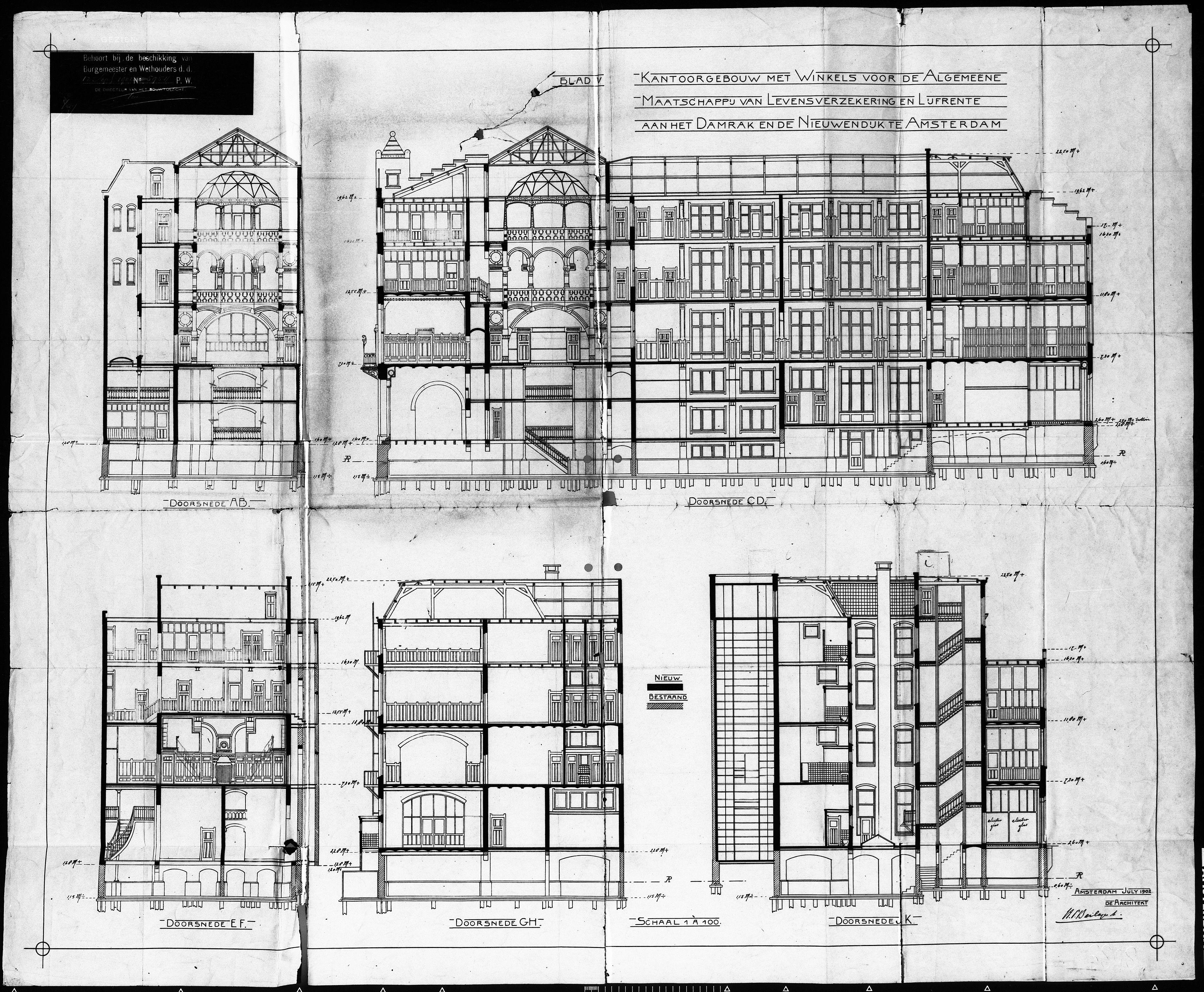
Bouwtekening door Hendrik Berlage uit 1902

Een bouwtekening is een technische tekening van een gebouw of kunstwerk. 
Er bestaan verschillende soorten bouwtekeningen, zoals ontwerptekeningen, bestektekeningen, werktekeningen, detailtekeningen, constructietekeningen en installatietekeningen. 

## Onderhoek
In de rechteronderhoek van de bouwtekening kan zich een stempel of 'onderhoek' bevinden. In deze legenda of cartouche staat de volgende informatie:
- projectnaam;
- omschrijving van wat er op tekening staat:
  - plattegrond;
  - gevel;
  - doorsnede;

- herkomst van de tekening (bureau, bedrijf, instelling);
- het tekeningnummer;
- projectnummer;
- de schaal;
- formaat van de tekening;
- naam of initialen van de tekenaar;
- de datum;

- de status:
  - concept;
  - ter goedkeuring;
  - voorlopig;
  - definitief;

- de fase:
  - voorlopig ontwerp (VO);
  - definitief ontwerp (DO);
  - bestek;
  - werk;
  - revisie;

De datum is de datum waarop de tekening gereed is. Wordt de tekening ná het versturen aan derden veranderd, dan komt er een wijzigingsdatum en letter op de tekening te staan. Bijvoorbeeld wijziging A, 23 januari 2014